# درغة لطف اله
درغة لطف‌ اله هي قرية في مقاطعة نقدة، إيران. يقدر عدد سكانها بـ 479 نسمة بحسب إحصاء 2016.